# Tommy Baldwin
Tommy Baldwin (10. června 1945, Gateshead – 22. ledna 2024) byl anglický fotbalista, útočník.

## Fotbalová kariéra
Ve anglické nejvyšší soutěži hrál za Arsenal FC a Chelsea FC, nastoupil v 205 ligových utkáních a dal 81 gólů. V roce 1970 vyhrál s Chelsea FA Cup. V Poháru vítězů poháru nastoupil v 16 utkáních a dal 6 gólů a v Veletržním poháru nastoupil ve 4 utkáních a dal 1 gól. V roce 1971 vyhrál s Chelsea Pohár vítězů pohárů. Po odchodu z Chelsea krátce hostoval v Millwall FC a Manchester United FC. V roce 1975 hrál North American Soccer League za Seattle Sounders. Po návratu do Anglie zakončil aktivní kariéru v neligovém týmu Gravesend & Northfleet FC a jako hrající trenér v Brentford FC.

## Ligová bilance
| Ročník                                  | Zápasy | Góly | Klub                 |
| --------------------------------------- | ------ | ---- | -------------------- |
| Football League First Division 1964/65  | 1      | 0    | Arsenal FC           |
| Football League First Division 1965/66  | 8      | 5    | Arsenal FC           |
| Football League First Division 1966/67  | 8      | 2    | Arsenal FC           |
| Football League First Division 1966/67  | 32     | 16   | Chelsea FC           |
| Football League First Division 1967/68  | 39     | 15   | Chelsea FC           |
| Football League First Division 1968/69  | 25     | 16   | Chelsea FC           |
| Football League First Division 1969/70  | 19     | 5    | Chelsea FC           |
| Football League First Division 1970/71  | 197    | 2    | Chelsea FC           |
| Football League First Division 1971/72  | 20     | 10   | Chelsea FC           |
| Football League First Division 1972/73  | 11     | 1    | Chelsea FC           |
| Football League First Division 1973/74  | 19     | 9    | Chelsea FC           |
| Football League First Division 1974/75  | 4      | 0    | Chelsea FC           |
| Football League Second Division 1974/75 | 6      | 1    | Millwall FC          |
| Football League Second Division 1974/75 | 2      | 0    | Manchester United FC |
| North American Soccer League 1975       | 15     | 5    | Seattle Sounders     |
| Football League Fourth Division 1977/78 | 4      | 1    | Brentford FC         |
| CELKEM Football League First Division   | 205    | 81   |                      |